# Сорокін Олександр Миколайович
Олекса́ндр Микола́йович Соро́кін (нар. 21 вересня 1948, Армавір Краснодарського краю РФ — пом. 29 березня 2023, Київ) — український банкір, економіст і фінансист. Заслужений економіст України (1994). Лауреат Державної премії України (2001). Член Академії підприємництва і менеджменту України (1991).

## Біографія
Народився 21 вересня 1948 в місті Армавір Краснодарського краю РФ.
Закінчив Харківський інженерно-економічний інститут (1971) і Фінансовий інститут при Держбанку СРСР (1982). В 1993—1994 проходив стажування в Бундесбанку (Німеччина) і Федеральній резервній системі (США).
З 1971 до 1975 працював на підприємствах вугільної промисловості України, з 1975 до 1988 — в Держбанку СРСР, з 1982 до 1992 — в Промінвестбанку, з 1992 до 1995 — в Національному банку України.
З серпня 1995 до березня 2005 займав посаду Голови Правління Державного експортно-імпортного банку України (АТ «Укрексімбанк»).
З березня 2005 до жовтня 2008 — радник Голови НБУ. З 24 листопада 2008 — член наглядової ради банку «Укркоопспілка». У грудні 2008 його призначено Радником голови правління Промінвестбанку (ПІБ).
11 червня 2001 Указом Президента України № 424/2001 Сорокін Олександр Миколайович нагороджений Державною премією України.
Має наукові праці в галузі грошового обігу, економіки і управління.

## Нагороди
- Орден За заслуги III ступеня (Україна) (1998)
- Орден «Шахтарська слава» 3-го ступеня.